# Reeves County
Reeves County je okres ve státě Texas v USA. K roku 2010 zde žilo 13 783 obyvatel. Správním městem okresu je Pecos. Celková rozloha okresu činí 6 843 km².